# Mimosa pectinatipinna
Mimosa pectinatipinna är en ärtväxtart som beskrevs av Arturo Erhardo Erardo Burkart. Mimosa pectinatipinna ingår i släktet mimosor, och familjen ärtväxter. Inga underarter finns listade i Catalogue of Life.